# Episodi di Los Serrano (quinta stagione)
La quinta stagione della serie televisiva Los Serrano è stata trasmessa in anteprima in Spagna da Telecinco tra il 20 dicembre 2005 e il 29 giugno 2006.
| nº | Titolo originale                      | Titolo italiano | Prima TV Spagna  | Prima TV Italia |
| -- | ------------------------------------- | --------------- | ---------------- | --------------- |
| 1  | ¿Quién puede matar a un cerdo?        | inedito         | 20 dicembre 2005 | inedito         |
| 2  | La maldición de las Capdevila         | inedito         | 27 dicembre 2005 | inedito         |
| 3  | El blus del matrimonio                | inedito         | 3 gennaio 2006   | inedito         |
| 4  | La pertinaz sequía                    | inedito         | 10 gennaio 2006  | inedito         |
| 5  | Gibraltar español                     | inedito         | 17 gennaio 2006  | inedito         |
| 6  | Cuando padre sonríe                   | inedito         | 26 gennaio 2006  | inedito         |
| 7  | El reparto de África                  | inedito         | 2 febbraio 2006  | inedito         |
| 8  | El armario empotrado                  | inedito         | 9 febbraio 2006  | inedito         |
| 9  | La alegría de la huerta               | inedito         | 16 febbraio 2006 | inedito         |
| 10 | Como una ola                          | inedito         | 23 febbraio 2006 | inedito         |
| 11 | Las de Caín                           | inedito         | 2 marzo 2006     | inedito         |
| 12 | Ay, Candela                           | inedito         | 9 marzo 2006     | inedito         |
| 13 | El toro por los cuernos               | inedito         | 16 marzo 2006    | inedito         |
| 14 | Soy nenuco                            | inedito         | 23 marzo 2006    | inedito         |
| 15 | Qué mal está occidente                | inedito         | 30 marzo 2006    | inedito         |
| 16 | ¿Tú te crees que la policía es tonta? | inedito         | 6 aprile 2006    | inedito         |
| 17 | Un pez llamado Fructu                 | inedito         | 20 aprile 2006   | inedito         |
| 18 | La culpa fue del centollo             | inedito         | 27 aprile 2006   | inedito         |
| 19 | El primer Serrano universitario       | inedito         | 4 maggio 2006    | inedito         |
| 20 | Tracatrá, suspensos y cintas de video | inedito         | 11 maggio 2006   | inedito         |
| 21 | ¿Tú te afeitas, Guille?               | inedito         | 18 maggio 2006   | inedito         |
| 22 | Pero, ¿quién mató a Padre?            | inedito         | 25 maggio 2006   | inedito         |
| 23 | La llamada de la selva                | inedito         | 8 giugno 2006    | inedito         |
| 24 | El síntoma de Estocolmo               | inedito         | 15 giugno 2006   | inedito         |
| 25 | ¡Será por dinero!                     | inedito         | 22 giugno 2006   | inedito         |
| 26 | La jauría del hortelano               | inedito         | 29 giugno 2006   | inedito         |